# 加茂正雄
加茂 正雄（かも まさお、1876年（明治9年）8月15日 - 1960年（昭和35年）8月29日）は日本の工学者。東京帝国大学名誉教授。1929年東京での万国工業会議組織委員長、日本機械学会会長などの要職を歴任、国際的にも知られた。

## 略歴
1876年（明治9年）8月15日、愛媛県松山市榎町に愛媛県士族の加茂寬正の三男として生まれる。幼少の頃より器物玩具の製作に才を発揮し、伊予尋常中学校、第三高等中学校、第二高等学校 (旧制)を経て、1895年に東京帝国大学機械工学科に入学、1896年、1897年は特待生に選出され、在学中より逓信省官船局船舶検査と造船工事の監督補助に携わる。1898年（明治31年）に同校を卒業し、大学院で船用機関学を研究し、東京帝国大学工科大学助教授に就任。1899年秋より3か月間、学術研究のため台湾に出張し、機械工学と原住民地区を視察、帰国後は大学にて航路標識視察、商船学校視察船の設計のほか、横浜神戸における標明球用ウインチ設計調査等に当たる。
1906年（明治39年）からイギリス、フランス、ドイツに約7年間留学し、主にグラスゴー大学で舶用機関学を研究するかたわら、イギリスでは自身が基本設計をした「比羅夫丸」田村丸」の現地工事監督も行っている。1908年には帝国鉄道庁技師を兼任。
1912年に帰国後、東京帝国大学教授に就任し、1924年（大正13年）にロンドンで開催された第1回世界動力会議に日本首席代表として出席、以来4回まで出席した。また、1929年（昭和4年）、東京での万国工業会議の組織委員長を務め、日本機械学会・経営士会・冷凍協会の各会長などを歴任し、国際的にも知られた。戦後、法政工業専門学校校長を経て、法政大学工学部教授に就任し、初代工学部長を務める。1960年8月29日没。墓所は品川区の品川寺。

## 家族
- 父・加茂寬正 ‐ 元松山藩士。維新後、愛媛県職員
- 兄・加茂寛直 ‐ 軍人（陸軍少佐）。日清戦争、日露戦争に従軍し、旅順攻囲戦参加の際東鶏冠山北方の瘤山にて1905年戦死[4][5]。
  - 寛直の三男・加茂寛龍（1902年生）は性薬商「あか船薬舗」の創業者[2][6]。満州での事業を夢見て拓殖大学中国語科に入ったが張作霖爆殺事件勃発で渡満できなくなり、1929年に桜木町 (横浜市)で「あか船」を開業、同店は公許された日本初のセックスショップとなった[7]。同店は軍医の依頼で陰部を負傷した兵向けの性具「助け舟」の製造なども手掛け、マッカーサーも立ち寄った店として名を馳せ、国内外から注文が殺到した[6][7]。
- 兄・植岡寛雄 ‐ 軍人（陸軍少将）。寛正の二男。
- 妻・禄 - 工学博士の渡辺渡二女
- 義兄・渡辺仁 - 建築家。禄の兄。
- 相婿・古宇田實 ‐ 建築家。禄の妹の夫
- 親戚・塩田泰介 ‐ 造船工学者。禄の弟の養父（のち離縁）

## 業績
1904年（明治37年）に東京高等商船学校練習船「大成丸」、1908年（明治41年）に青函連絡船「比羅夫丸」「田村丸」の機関部設計など。

## 著書
- 『欧米工業界管見』（工政会出版部、1925）

## 参考
- 20世紀日本人名事典 加茂正雄
- 『愛媛県人名大事典』（愛媛新聞社、1987）